# Abderina helmsii
Abderina helmsii is een keversoort uit de familie zwamspartelkevers (Melandryidae). De wetenschappelijke naam van de soort werd in 1898 gepubliceerd door Georg Karl Maria Seidlitz.